# 劉秉哲
劉秉哲（？—？），直隸省順德府邢臺縣人，清朝政治人物、同進士出身。
光緒三年（1877年），参加丁丑科殿試，登進士三甲第2名。同年五月，改翰林院庶吉士。光绪六年四月，散館后，授翰林院檢討。